# Nærhedsreformen
|  | Projekt under udvikling Denne artikel eller dette afsnit handler om et planlagt eller forventet projekt under udvikling. Der kan forekomme spekulativ information, og indholdet kan ændres når projektets udvikling eventuelt standses eller skrider frem og mere information bliver tilgængelig. . |

Nærhedsreformen er en igangværende reform foreslået af Mette Frederiksen på regeringens vegne under Statsministerens åbningstale i 2019. Her udtalte hun, at "Vi har brug for en Nærhedsreform. Hvor vi skruer ned for detailstyring oppefra. Og skruer op for faglighed og ledelse ude på institutionerne." Reformen skal forsøge at afbureaukratisere den offentlige sektor og i den forbindelse lave om og fjerne regler, der gør systemet mere stift. Nærhedsreformen skal gennemføres af Velfærdspolitisk Center, der ligger under Finansministeriet.

## Baggrund
Optakten til reformen kom i forbindelse med valgkampen forud for Folketingsvalget 2019, hvor Mette Frederiksen bebudede, at der ville komme en selvstyrereform, hvor kommuner og institutioner skulle være mere selvkørende og ikke styres så meget af Christiansborg. Socialdemokraten Bjørn Brandenborg kunne i december 2019 afsløre, at nærhedsreformen ville have tre hjørnesten, hvor kommuner og institutioner skulle have flerårige budgetter, således at de ikke længere skulle betale tilbage til staten, hvis noget ikke var brugt i et kalenderår. Reformen bygger på tankerne om afbureaukratisering, som har været skiftende regeringers ambition i mange år.
Ved Folketingets åbning i 2019 præsenterede Mette Frederiksen regeringens intention om en nærhedsreform. Nogle af løsningerne som nærhedsreformen anvender kommer fra erfaringer med Frikommuneforsøget 2016-2020, hvor flere kommuner fik friere rammer til at løse sine opgaver. Frikommuneforsøgene blev droppet i foråret 2020, da man ville have ro til at forberede sig mod nærhedsreformen. KL med formand Jacob Bundsgaard havde da også frarådet kommunerne at deltage i forsøgsordningerne, da det var besværligt, at få projekterne op at køre.

## Indhold
Ved Folketingets åbning i 2020 blev reformen konkretiseret yderligere, da der indførtes 7 nye frikommuner, der hver skulle sættes fri på et område, således at man kunne afprøve nye løsninger. Mette Frederiksen præsenterede i sin tale forslaget som "en lidt vild ide" Esbjerg Kommune og Holbæk Kommune blev sat fri på folkeskoleområdet, Helsingør Kommune og Rebild Kommune blev sat fri på daginstitutionsområdet mens Viborg Kommune, Langeland Kommune og Middelfart Kommune blev sat fri på ældreområdet. Tiltaget med de 7 frikommuner er blandt andet blevet kritiseret af Fremfærd, der ikke mener, at de resterende 91 kommuner skal vente på de syv kommuner, før de kan begynde at bruge tidligere erfaringer til at udvikle kommunerne. Holbæk og Esbjerg Kommuner med borgmester for Holbæk Kommune, Christina Krzyrosiak Hansen (A), og formanden for Børn- og Familieudvalget i Esbjerg Kommune, Diana Mose Olsen (SF) i spidsen, brugte i foråret 2021 frikommunestatussen til at blive fritaget for nationale test, efter de først havde fået afslag på dispensation fra nationale test sammen med en række andre kommuner. De første tiltag i reformen har fået en god modtagelse blandt aktørerne på velfærdsområdet.
Nærhedsreformens første dele med frikommunerne blev lovgivet med henholdsvis "L 198 Forslag til lov om velfærdsaftaler på ældreområdet" og "L 199 Forslag til lov om velfærdsaftaler på dagtilbudsområdet og folkeskoleområdet" i Folketingssamling 2020/2021. Lovforslag 198 blev vedtaget hvor 55 stemte for (S, SF, RV, EL, ALT og UFG), mens 41 stemte imod (V, DF, KF, NB og LA). Lovforslag 199 blev derimod enstemmigt vedtaget med 96 stemmer for forslaget.